# 해양소년단
해양소년단(海洋少年團, 영어: Sea Cadet Corps)은 해상 활동이나 해양 환경 등에 주된 관심을 가지고 진행하는 청소년 운동을 말한다. 한국에서는 한국해양소년단연맹으로 활동하고 있다. 많은 국가에서는 해군이나 해운조직이 활동을 지원하고 있다. 예를 들어 영국의 해양소년단은 국방부에서부터 전체 운영비의 절반 정도를 지원 받는 것으로 알려져 있다. 많은 국가에 조직되어 있으며, 국제 해양소년단 연합(International Sea Cadet Association)이 결성되어 있다. 국제 해양 소년단 연합에서는 해양소년단 활동이 '비정치적, 비군사적 청소년 조직으로 인종, 성, 종교의 차이 없이 다양한 해양 활동을 연습하고 이해하는 운동'이라고 정의하고 있다. 해양 소년단은 스카우트 운동의 일부로 진행되고 있는 해양 스카우트(Sea Scouts) 활동과는 무관한 조직이다.

## 같이 보기
- 한국해양소년단연맹
- 카제운스
- 한국의 스카우트 운동
- 한국우주소년단
- 한국청소년연맹
- 청소년적십자